# Laudenbach (Baden-Württemberg)
Laudenbach è un comune tedesco di 6 080 abitanti, situato nel land del Baden-Württemberg.